# Alexandre Tombini
Alexandre Antônio Tombini (Porto Alegre, 9 de dezembro de 1963) é um economista brasileiro, ex-presidente do Banco Central do Brasil.

## Carreira
Formou-se em Economia pela Universidade de Brasília (UnB) em 1984 e obteve um Ph.D na mesma área pela Universidade de Illinois, nos Estados Unidos, em 1991. É um servidor concursado do Banco Central desde 1998, tendo ocupado diversos cargos na instituição, como diretor de Normas e Organização do Sistema Financeiro do Banco Central. Afastou-se do banco entre 2001 e 2005, quando exerceu o cargo de assessor sênior da Diretoria Executiva no escritório da representação brasileira do Fundo Monetário Internacional, sempre colaborando nas negociações do Brasil com o órgão.

### Presidência do Banco Central
Em 24 de novembro de 2010, Tombini foi escolhido pela presidente eleita Dilma Rousseff para o cargo de presidente do Banco Central de seu governo, a partir de 2011, em substituição a Henrique Meirelles e como forma de dar continuidade à política econômica do governo Lula. Em seu primeiro pronunciamento, ele disse que terá total autonomia operacional e que sua meta é o controle da inflação, que não deverá ultrapassar a meta de 4,5 por cento ao ano. Disse também que a missão do Banco Central será assegurar o poder de compra da moeda.
A gestão Dilma Rousseff iniciou-se dando seguimento à boa parte da política econômica do Governo Lula. O novo governo começou com a saída de Henrique Meirelles da presidência do Banco Central, depois de oito anos à frente da instituição. Para o lugar de Meirelles, foi escolhido Tombini, que, em discurso de posse, defendeu um sistema financeiro sólido e eficiente como condição para crescimento sustentável. Para outro local de destaque da equipe econômica do governo, o Ministério da Fazenda, Dilma optou pela permanência de Guido Mantega.
Apesar de ainda ter ficado dentro da meta do Conselho Monetário Nacional (CMN), de 4,5%, com tolerância de 2 pontos para cima ou para baixo, o Índice Nacional de Preços ao Consumidor Amplo (IPCA) (último ano do governo anterior) registrou alta acumulada de 5,91% e foi o maior desde 2004. No primeiro mês do Governo Dilma, o índice de inflação registrou taxa mensal de 0,83%, o maior resultado desde abril de 2005 (0,87%), que levou a taxa acumulada em 12 meses para 5,99%.

#### Sabatina no Congresso
Em 7 de dezembro Tombini foi sabatinado no Congresso Nacional e começou dizendo que sua meta seria manter os juros num patamar que possibilitasse preservar o poder de compra do real como moeda, controlando a inflação. Prosseguiu reiterando que Dilma lhe deu autonomia total para perseguir essas metas de inflação baixa e controle de juros. Ressaltou, porém, que a saúde da economia não depende só de inflação baixa, mas também de câmbio flutuante e boa política fiscal.
Ele também foi enfático ao afirmar que o controle rígido que o Banco Central tem imposto sobre o sistema financeiro foi o que poupou o Brasil da crise econômica de 2008 e que o Bacen não hesita em aplicar medidas duras quando necessário para manter o mercado de créditos no país, acrescentando que ampliar o crédito é condição não só para o financiamento do consumo , mas principalmente para o financiamento habitacional e do investimento produtivo.
Tombini completou seu discurso afirmando que o desafio para os próximos anos seria manter a inflação baixa e manter o país livre das consequências da crise de 2008 num cenário internacional de economia oscilante. Nas palavras dele:
| “ | Comprometo-me também a cumprir a missão legal e institucional de assegurar um sistema financeiro sólido e eficiente, que contribua efetivamente para o crescimento sustentável da nossa economia. | ” |

#### Segundo mandato de Dilma e crise econômica
Após a reeleição de Dilma, em 2014, Tombini foi convidado por ela a permanecer na presidência do Banco Central. O segundo governo Dilma foi marcado pela crise econômica iniciada ainda em 2014, mas que se agravou especialmente em 2015 e 2016. Devido à aceleração da inflação, Tombini sinalizou que poderia mudar os rumos da política monetária. Os agentes econômicos passaram a esperar uma alta dos juros. Apesar de o Ministro da Fazenda, Guido Mantega, negar a necessidade de elevação dos juros, o BC iniciou a trajetória de elevação da Selic em abril de 2013. A Selic foi de 7,25% ao ano para 11,75% em termos nominais em dezembro de 2014. As taxas reais (ou seja, descontada a inflação) eram de 0,7 e de 5,3%, respectivamente. A taxa continuou a ser aumentada até chegar ao patamar de 14,25% em julho de 2015, o maior desde julho de 2006.

### Diretoria Executiva do FMI
Em 8 de junho de 2016, após confirmada a saída de Alexandre Tombini da Presidência do Banco Central, foi noticiado pela imprensa que Tombini assumiria o cargo de diretor executivo do Fundo Monetário Internacional (FMI), substituindo Otaviano Canuto.
Deixou o cargo em 9 de junho de 2016.